# Christian De Metter
 (octobre 2018).
Si vous disposez d'ouvrages ou d'articles de référence ou si vous connaissez des sites web de qualité traitant du thème abordé ici, merci de compléter l'article en donnant les références utiles à sa vérifiabilité et en les liant à la section « Notes et références ».
Christian De Metter, né le 8 décembre 1968 en Île-de-France, est un auteur de bande dessinée français.

## Biographie
Il fait ses études dans une école de dessin publicitaire[Laquelle ?] et débute dans la bande dessinée après avoir travaillé comme dessinateur dans la presse rock. Sa première série BD s'intitule Emma ; elle est tout d'abord éditée aux éditions Triskel (1999) puis rééditée par Soleil Productions. On lui doit d'autres séries telles que Dusk, parue aux éditions Les Humanoïdes associés, ou encore Swinging London.
Il reçoit le Prix du public du festival international de la bande dessinée d'Angoulême pour Le Sang des Valentines, avec Catel Muller, en 2005.
En 2008, il réalise une adaptation du best-seller de Dennis Lehane, Shutter Island, pour lequel il reçoit le Prix des Libraires de Bande Dessinée (Canal BD) en 2009 ainsi que le prix Mor Vran de la BD par le jury du festival du roman et de la BD noires et policières. La même année, il reçoit le Grand Prix du festival Des Planches et des Vaches pour l'ensemble de son œuvre.
En 2014-2015, il participe au Prix littéraire des lycéens et apprentis de Bourgogne. Il remporte ce prix dans la catégorie BD.

## Publications
- Emma, Triskel :

1. L'Invitation, 1999  (ISBN 2-912193-18-4).
2. Douce Violence, 2000  (ISBN 2-912193-19-2).
3. Le Baiser, 2000  (ISBN 2-912193-20-6).

Emma : Récit intégral, Soleil, coll. « Triskel », 2002  (ISBN 2-84565-432-4).
- Dusk, (scénario de Richard Marazano), Les Humanoïdes associés :

1. Pauvre Tom, 2000  (ISBN 2-7316-1420-X)[1]
2. Trois larmes pour Lucie, 2002  (ISBN 2-7316-1462-5)[2].

Dusk : Intégrale, 2007  (ISBN 978-2-7316-1930-0).
- Le Curé, (co-scénario de Laurent Lacoste), Triskel :

1. La Confession, 2001  (ISBN 2-912193-44-3)[3].
2. Le Jugement, 2003  (ISBN 2-84565-444-8).

Le Curé (intégrale), Soleil, coll. « Latitudes », 2004  (ISBN 2-84565-883-4).
La Curé (intégrale), Casterman, 2011  (ISBN 978-2-203-04571-2).
- Le Sang des Valentines (participation de Catel pour des illustrations), Casterman, coll. « Un monde », 2004.

- Swinging London, (scénario de Thomas Benet), Soleil :

1. Dead End Street #1, 2004  (ISBN 2-84565-862-1).
2. Dead End Street #2, 2005  (ISBN 2-84946-075-3).

- Vers le démon, Casterman, 2006  (ISBN 2-203-39147-2).
- Figurec (d'après le roman de Fabrice Caro), Casterman, 2007  (ISBN 978-2-203-39168-0).
- L'œil était dans la tombe, Casterman, 2008  (ISBN 978-2-203-00440-5).
- Shutter Island (d'après le roman de Dennis Lehane), Payot & Rivages et Casterman, 2008  (ISBN 978-2-203-00775-8).
- Marilyn, de l'autre côté du miroir, Casterman, 2009  (ISBN 978-2-203-01925-6).
- Scarface (d'après le roman d'Armitage Trail), Payot & Rivages et Casterman, 2011  (ISBN 978-2-203-03053-4).
- Piège nuptial (d'après le roman de Douglas Kennedy), Casterman, 2012  (ISBN 978-2-203-04445-6).
- Dallas, une journée particulière (texte de Patrick Jeudy), Casterman, 2013  (ISBN 978-2-203-07944-1). Illustrations du film-documentaire de Patrick Jeudy, 2013.
- Rouge comme la neige, Casterman, 2014  (ISBN 978-2-203-07201-5). Lauréat du Prix Littéraire des lycéens et apprentis de Bourgogne, catégorie BD.
- Au revoir là-haut (d'après le roman par Pierre Lemaitre récompensé par le prix Goncourt 2013), Rue de Sèvres, 2015  (ISBN 978-2-369-81199-2).

- Nobody : Saison 1, Soleil, coll. « Noctambule » :

1. Soldat Inconnu, Octobre 2016  (ISBN 978-2-302-05388-5).
2. Rouler avec le Diable, Avril 2017  (ISBN 978-2-302-05973-3).
3. Entre le Ciel et l'Enfer, Octobre 2017  (ISBN 978-2-302-06396-9).
4. La Spirale de Dante, Printemps 2018  (ISBN 978-2-302-06881-0).

- Nobody : Saison 2, Soleil, coll. « Noctambule » :

1. L'Agneau, novembre 2019  (ISBN 978-2-302-07900-7).
2. Les Loups, 2020  (ISBN 978-2-302-09081-1).
3. Le Berger; 2021.

- Couleurs de l’incendie (d'après le roman de Pierre Lemaitre), Rue de Sèvres, janvier 2020  (ISBN 978-2-369-81500-6).
- Dictionnaire amoureux du polar (réalisation des illustrations de l'ouvrage de Pierre Lemaître), Plon, Octobre 2020.
- La Nuit des Temps (d'après le roman de René Barjavel), Philéas, Décembre 2021.
- Le crime parfait (collectif regroupant Christophe Chabouté, Christian De Metter, Gess, Richard Guérineau, Emmanuel Moynot, Jean-Philippe Peyraud avec Cyril Lieron, Pascal Rabaté, Tony Sandoval avec Miceal Beausang, Jean-Paul Krassinsky, Iñaki Holgado avec A. K. Seltzer, Cyril Pomès chez Philéas), novembre 2022  (ISBN 978-2-491-46788-3)
- Miroir de nos peines (d'après le roman de Pierre Lemaitre), Rue de Sèvres, novembre 2023  (ISBN 978-2-8102-1276-7)
- 2050 (collectif regroupant Jean-Christophe Chauzy, Christian De Metter, Thibaud De Rochebrune, Aurélien Ducoudray, Laurent Galandon, Philippe Gauckler, Izu, Kalon, Malo Kerfriden, Olivier Martin, Mig, Stéphane Perger, Jean-Michel Ponzio chez Philéas), novembre 2024 (ISBN 978-2-38502-038-5)
- Le grand monde (d'après le roman de Pierre Lemaitre), Rue de Sèvres, janvier 2025  (ISBN 978-2-81020-486-1)

## Prix et récompenses
- 2004 : Prix du public du festival d'Angoulême pour Le Sang des Valentines (avec Catel).
- 2008 : Prix des libraires de bande dessinée pour Shutter Island, d'après le roman éponyme de Dennis Lehane.
- 2009 : Grand Prix du festival Des Planches et des Vaches pour l'ensemble de son œuvre.
- 2015 : Prix de L'Échappée littéraire des lycéens et apprentis de Bourgogne, catégorie BD.
- 2016 : Prix Bobby - Meilleur dessinateur Festival Montargis Coince la Bulle, catégorie BD.
- 2017 : Prix de la Meilleure BD (série) au Festival Polar de Cognac pour NoBody - Tome 1.